# 11e Linieregiment

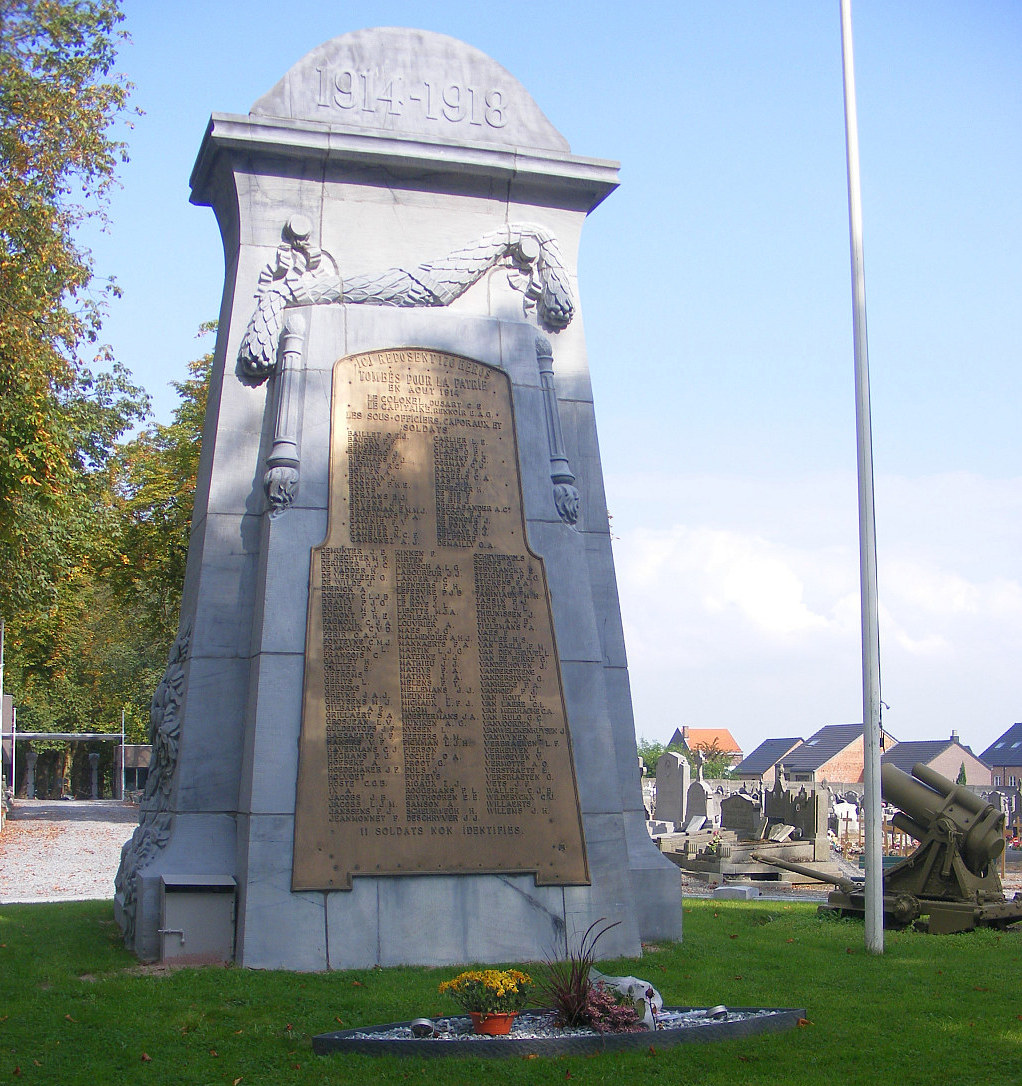
Monument voor de gesneuvelden van het Elfde Linieregiment, gevallen in de nacht van 5 op 6 augustus 1914 te Rhées, Herstal.

Het 11e Linieregiment was een infanterieregiment van het Belgisch leger. Het werd bij de onafhankelijkheid van België in 1830 opgericht als voortzetting van de 11e Afdeling van het Nederlands leger. Vanaf 1830 tot bij zijn ontbinding in 1956 had het Hasselt als thuisbasis. Het verbleef deels in de Herkenrodekazerne en deels in de Witte-Nonnenkazerne.
Op de toenmalige Wapenplaats werd in 1874-1875 een nieuwe kazerne voor het 11e Linieregiment gebouwd. Deze plaats kreeg in 1919 Martelaarsplein als naam ter herinnering aan de 20 oorlogsslachtoffers die op de binnenplaats van de kazerne werden gefusilleerd. 
In 1922 werd het plein omgedoopt tot Kolonel Dusartplein. De kazerne werd genoemd naar Charles Dusart, bevelhebber van het 11e Linieregiment vanaf 1913. Hij was de eerste hogere officier van het Belgisch leger die tijdens de Eerste Wereldoorlog sneuvelde tijdens een confrontatie met Duitse grenadiers te Rhées (bij Herstal). Nog 169 manschappen van het regiment waaronder een kapitein liggen er met hem begraven (zie foto). 
Het linieregiment werd op 31 januari 1956 ontbonden. Zijn muziekkapel gaf muzikale glans aan plechtigheden in de stad en haalde de militairen af als ze terugkeerden van een mars. Op donderdagavond gaf ze drukbezochte concerten op de inmiddels verdwenen kiosk op het Leopoldplein.
Iedere dag was het parade op het toenmalige Wapenplein. Soldaten hielpen de bevolking bij brand of overstroming.